# Isaac Rosenberg

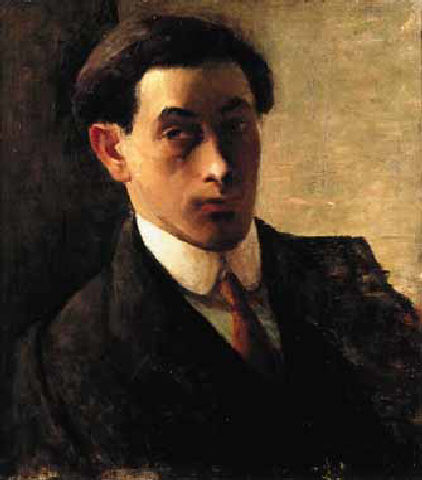
Selbstporträt von Isaac Rosenberg, Öl auf Leinwand, um 1910

Isaac Rosenberg (* 25. November 1890 in Bristol; † 3. April 1918 bei Arras) war ein britischer Maler und Dichter. Er gilt als der bedeutendste Zeitzeuge des Ersten Weltkriegs in der englischen Literatur. Einige seiner heute bekanntesten Werke wurden erst nach seinem Tod veröffentlicht.

## Leben

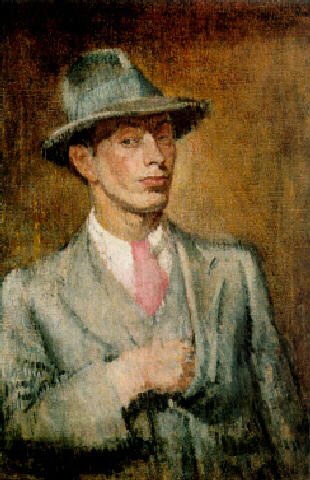
Selfportrait in a Trilby hat, Öl auf Leinwand, 1914

Isaac Rosenberg war der Sohn einer russisch-jüdischen Emigrantenfamilie. 1897 zog die Familie nach London, wo seine Eltern eine Metzgerei eröffneten. Im Alter von 14 Jahren begann er eine Ausbildung als Graveur. Eine Freundin der Familie, Lilly Joseph, erkannte sein künstlerisches Talent und finanzierte sein Studium an der renommierten Slade School of Fine Art in London. Neben der Malerei schrieb er auch Gedichte, die er an Redaktionen und Zeitschriften schickte. 1912 veröffentlichte Rosenberg auf seine Kosten einen kleinen Gedichtband Night and Day. Seine 24-seitige Broschüre zeigte einen starken romantischen Einfluss, vor allem aus den Gedichten von John Keats und Percy Bysshe Shelley. In dieser Zeit lernte er Edward Marsh kennen, eine der führenden Persönlichkeiten in der Kunstwelt von London. Er wurde sein Förderer und brachte ihn mit Ezra Pound, Ford Madox Ford und James Joyce zusammen. Marsh nahm Gedichte Rosenbergs in die von ihm herausgegebene Sammlung Georgian Poetry 1916–1917 (1917) auf. Aus gesundheitlichen Gründen musste Rosenberg 1913 nach Kapstadt, Südafrika reisen, wo er weiterhin künstlerisch tätig war. Bei Ausbruch des Ersten Weltkrieges kehrte er 1915 nach England zurück, jedoch fehlte ihm jegliche berufliche Perspektive. Er meldete sich freiwillig zum Kriegsdienst und kam mit seinem Regiment nach Frankreich. Rosenberg wird als einer der besten Dichter seiner Generation angesehen; darunter waren unter anderem Wilfred Owen, Robert Graves und Rupert Brooke. Isaac Rosenberg fiel am 1. April 1918 in der Schlacht bei Arras; sein Leichnam wurde auf dem Friedhof Bailleul Road East Friedhof bei Saint-Laurent-Blangy beigesetzt.
2010 nahm Harold Bloom Rosenbergs A Worm Fed on the Heart of Corinth in seine Anthologie Till I End my Song. A Gathering of Last Poems auf. 2014 wählte Patrick Duffy das Gedicht Break of Day in the Trenches für sein Buchprojekt Above the Dreamless Dead. World War I in Poetry and Comics.

## Veröffentlichungen
- Night and Day, 1912. Reprint: Quarry Books, Oxford, 1979.

### Posthum (Auswahl)
- Gordon Bottomley und Denys Harding (Hrsg.): The Collected Works of Isaac Rosenberg. Poetry, Prose, Letters and Some Drawings. Chatto & Windus, London, 1937.

- Gordon Bottomley und Denys Harding (Hrsg.): The Collected Poems of Isaac Rosenberg. Chatto & Windus, London, 1949.

- Vivian Noakes (Hrsg.): The Poems and Plays of Isaac Rosenberg. Oxford University Press, Oxford/New York, 2004, ISBN 0198187157.

- Isaac Rosenberg, Jean Liddiard: Selected Poems and Letters. Enitharmon Press, 2004, ISBN 1-9005-6489-0.

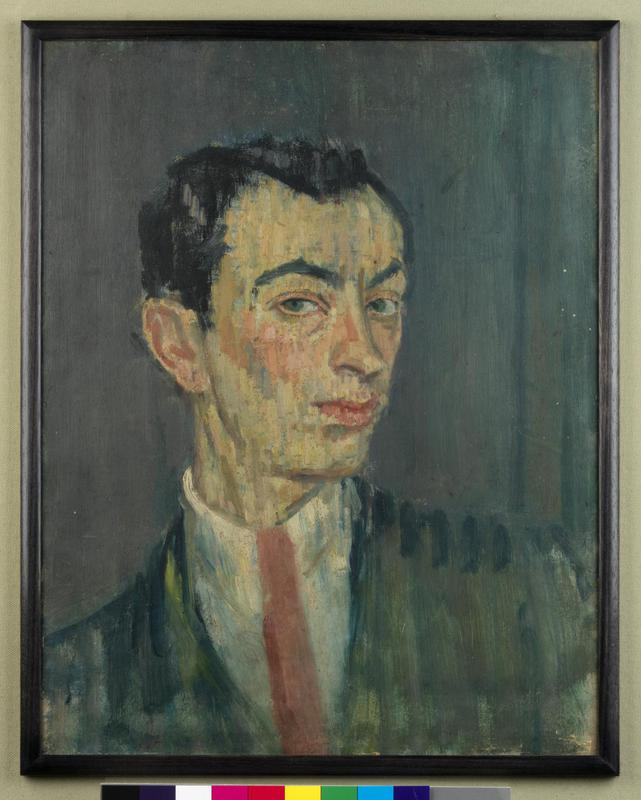
Selfportrait in a Pink Tie, Öl auf Leinwand, 1914